# Puls (musikalbum)
 For alternative betydninger, se Puls (flertydig). (Se også artikler, som begynder med Puls)
Puls er et musikalbum af den danske sanger, sangerskriver og producer ULYD udgivet den 20. maj 2016.
Puls er udgivet på Lille Masse.

## Numre
| Track | Titel                 | Tid   |
| ----- | --------------------- | ----- |
| 1.    | under læben           | 4:15  |
| 2.    | inde i mig            | 3:34  |
| 3.    | solen                 | 5:05  |
| 4.    | du er et menneske     | 5:02  |
| 5.    | pigen over alle piger | 3:14  |
| 6.    | falder                | 4:49  |
| 7.    | hele natten           | 9:51  |
| 8.    | altid                 | 4:32  |
| 9.    | lille kosmos          | 8:54  |
| I alt |                       | 49:13 |

Note: 

## Besætning
# = track (nummer)
- ULYD: vokal, beats, synthesizer og programmering på #1-9 I Guitar på #3, #4, #8 og #9
- Michala Østergaard-Nielsen: trommer på #3, #4, #6, #8, | midi-highhat-trigger på #2 | percussion på #9
- Jesper Edvardsen: el-bas på #4, #6, #7, #8, #9
- Issouf Diarra: djembe på #6 | tamani (talking drum) på #7
- Ibrahima Diarra: doudouba på #6 | djembe på #7

## Stamdata
Kompositioner og tekster af ULYD.
Indspillet i millfactory studio
Produceret af ULYD
Co-produceret af Boe Larsen
Mixet af Boe Larsen
Master af Jan Eliason i audioplanet studio
Cover af Sabrina Diesler
Udgivet af LILLE MASSE
LM1601
EAN 5 710261 059741
© Ulyd og Lille Masse 2016

## Anmeldelser
http://www.gfrock.dk/ulyd-puls/